# Peter Angermann

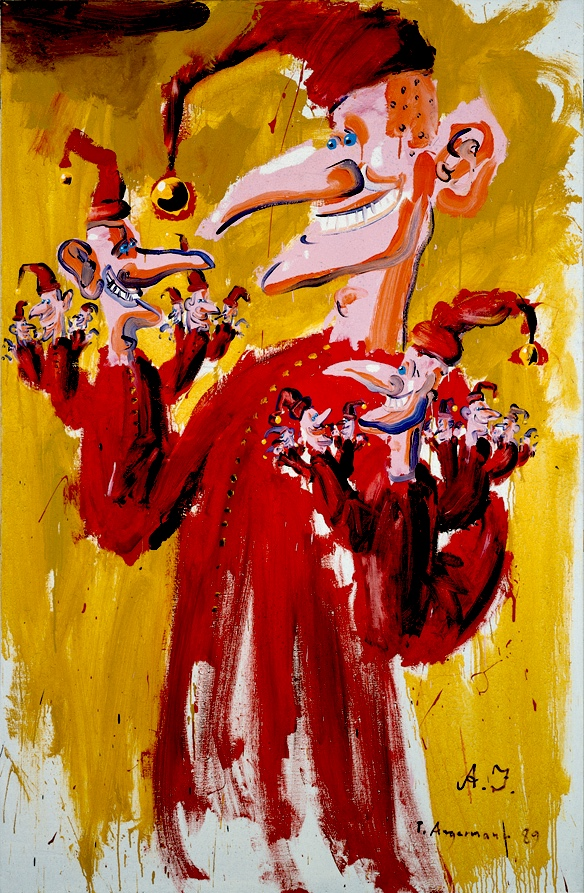
Artificial Intelligence - Nohandsfractal

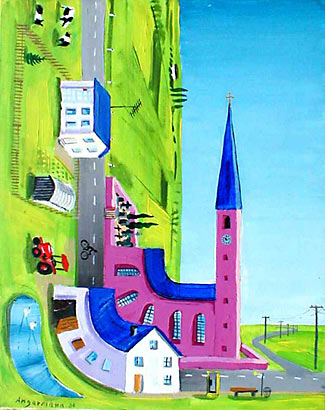
Peter Angermann: 90° Dorf (Krümmung des Raumes), 1984, Hessisches Landesmuseum Darmstadt

Peter Angermann (* 17. Februar 1945 in Rehau) ist ein zeitgenössischer deutscher Maler, Zeichner, Grafiker und Hochschullehrer.

## Leben
Angermann studierte in den Jahren von 1966 bis 1968 Malerei an der Akademie der Bildenden Künste in Nürnberg bei Gerhard Wendland und im Anschluss daran bis 1972 an der Kunstakademie Düsseldorf bei Joseph Beuys.
Gemeinsam mit Robert Hartmann, Hans Rogalla, Hans Henin und Hans Heiniger gründete er im Jahr 1969 die Gruppe YIUP.
Mit Jan Knap und Milan Kunc bildete er ab 1979 die Künstlergruppe Normal, mit der er unter anderem im Jahr 1980 auf der XI. Biennale des Jeunes in Paris und 1984 auf der Gruppenausstellung Von hier aus – Zwei Monate neue deutsche Kunst in Düsseldorf vertreten war.
Er war Gastdozent an der Kunsthochschule in Reykjavík (1986), Gastprofessor für Malerei an der Gesamthochschule Kassel (1992–1993) und Professor für Malerei an der Städelschule in Frankfurt am Main (1996–2002). Von 2002 bis 2010 war er Professor für Malerei an der Akademie der Bildenden Künste in Nürnberg.
Peter Angermann lebt und arbeitet in Thurndorf und Nürnberg.

## Werk
Nach seinem Studium bei Joseph Beuys wandte sich Peter Angermann entschieden von der Konzeptkunst ab und kehrte zu einer gegenständlichen Malerei zurück. Mit der Künstlergruppe Normal vertrat er einen betont antiavantgardistischen Standpunkt und strebte mit thematischen Bildern eine möglichst anschlussfähige und unelitäre Kunst an. Später wandte er sich mehr und mehr der Landschaftsmalerei zu und besonders der Pleinairmalerei. Sein Werk wird dem Neoexpressionismus zugerechnet.
Peter Angermann schuf Kunstwerke für den öffentlichen Raum, beispielsweise ein 1985 entstandenes computergraphisches Mosaik für den U-Bahnhof Hohe Marter in Nürnberg und 1999 eine Installation für die Simon-Ohm-Fachhochschule Nürnberg. Im selben Jahr stattete er für die Oper Nürnberg das Humperdinck-Singspiel „Hänsel und Gretel“ aus. Ein weiteres computergraphisches Mosaik, der "Entenzug", entstand 2015 in Nürnberg als Wandgestaltung in der  Thomas-Mann-Str. 50.
2021 gestaltete Angermann die farbenprächtige Projektion „NO RISK. NO FUN.“, die vom 8. bis 12. September ab Sonnenuntergang die Kaiserburg Nürnberg illuminierte. Ursprünglich sollte dies im Rahmen der im Mai geplanten, jedoch abgesagten Blauen Nacht stattfinden. Begleitend gab es im Kunstverein Kohlenhof eine Ausstellung zu den Projektionsentwürfen.
Werke von Angermann befinden sich in folgenden Museumssammlungen:
- Städel Museum[2]
- Bayerische Staatsgemäldesammlung
- Hessisches Landesmuseum Darmstadt
- Krefelder Museen[3]
- Centraal Museum[4]
- Nationalgalerie (Listasafn), Reykjavík
- Groninger Museum[5]
- Germanisches Nationalmuseum, Nürnberg[6]
- Neues Museum Nürnberg[7]
- Deutsches Historisches Museum, Berlin
- Glasgow Museums, Glasgow[8]
- Galleria d’Arte Moderna e Contemporanea, San Marino
- Museum für Moderne Kunst[9], Frankfurt am Main
- MACI Museo Arte Contemporanea Isernia, Isernia
- Städtisches Museum Abteiberg, Mönchengladbach
- Johnson Museum of Art, Ithaca NY
- Luftmuseum, Amberg
- Kunstvilla, Nürnberg[10]

## Auszeichnungen
- 1981 Lisa- und David-Lauber-Preis für Malerei
- 2016 Preis der Stadt Nürnberg

## Ausstellungen (Auswahl)
- 1980 Times Square Show, New York City
- 1980 XI. Biennale des Jeunes in Paris[11]
- 1981 Rundschau Deutschland, München
- 1984 Tiefe Blicke – Kunst der achtziger Jahre aus der Bundesrepublik Deutschland, der DDR,   Österreich und der Schweiz, Hessisches Landesmuseum Darmstadt[12]
- 1984 Von hier aus – Zwei Monate neue deutsche Kunst in Düsseldorf, Düsseldorf
- 1992 Freunde und Verwandte, Kunsthalle Nürnberg
- 1995 Peter Angermann, Kunsthalle Nürnberg
- 2005 Prague Biennale, Prag[13]
- 2007 Normal Group, Trevi Flash Art Museum, Palazzo Lucarni, Italy[14]
- 2008 To be a teacher is my greatest work of art"- Kunstmuseum Ahlen, Germany[15]
- 2009 Peter Angermann: Autonomoney, Museen der Stadt Bamberg, Germany
- 2009 Joseph Beuys and His Students,  Sakip Sabanci Müzesi, Istanbul
- 2010 Peter Angermann, Daegu MBC, Gallery M, Korea
- 2013 Peter Angermann – Licht am Horizont, Museum Haus Lange, Krefeld[16]
- 2014 Peter Angermann: Die Lust am Sehen, Neues Museum Nürnberg, Germany
- 2014 Streetview, GAVU Cheb
- 2014 Peter Angermann: Zpátky k umění, Galerie města Plzně[17]
- 2014 Wild Heart: German Neo-Expressionism Since the 1960s, China Art Museum, Shanghai
- 2015 Die 80er. Figurative Malerei in der BRD, Städel Museum in Frankfurt[18]
- 2016 The Blossom of Human Nature, mit Clemens Heinl, Bode Galerie & Edition
- 2016 Die Neuen Wilden, Groninger Museum[19]
- 2018 Peter Angermann - PleinAir, Bode Galerie & Edition, Nürnberg
- 2019 Peter Angermann - Plein Air Kirchen, Luftmuseum, Amberg[20]
- 2021 YIUP , Overbeck-Gesellschaft – Kunstverein Lübeck[21]
- 2023 Vive la France! Der Einfluss Frankreichs auf die Nürnberger Kunst, Kunstvilla, Nürnberg